# روبرت هاي
روبرت هاي هو سياسي كندي، ولد في 18 مايو 1808، وتوفي في 24 يوليو 1890 في تورونتو في كندا. حزبياً، نشط في الحزب الليبرالي الكندي. وقد انتخب عضو مجلس العموم الكندي.